# Ilka Uhrlandt
Ilka Uhrlandt, verheiratete Herberz (* 30. November 1970 in Hannover) ist eine deutsche Tischtennis-Bundesligaspielerin. Bei Deutschen Meisterschaften der Erwachsenen gewann sie eine Bronzemedaille.

## Werdegang
Ilka Uhrlandt war ausschließlich in norddeutschen Vereinen aktiv. Sie begann im Alter von 12 Jahren mit dem Tischtennissport beim Verein TuS Bothfeld. Nach Zwischenstationen über SV Arminia Hannover und TSV Kirchrode wurde sie 1994 vom VfB Lübeck verpflichtet. Mit dessen Damenmannschaft trat sie in der 1. Bundesliga an. 2001 wurde sie mit dem MTV Tostedt Meisterin der 2. Bundesliga Nord. Da sich der Verein allerdings für die 1. Bundesliga durch Neuzugänge erheblich verstärkte, wechselte Ilka Uhrlandt zum TSV Kirchrode und spielte weiterhin in der 2. Bundesliga. Hier blieb sie auch, als sich 2004 die Tischtennisabteilung von Kirchrode in den Verein Hannover 96 integrierte.
Bei Niedersachsenmeisterschaften platzierte sie sich 13-mal im Zeitraum 1989 bis 2000 in Medaillenrängen, bei Norddeutschen Meisterschaften gelang ihr dies sogar im gleichen Zeitraum 26-mal. Zu ihren größten Erfolgen zählt der Gewinn der Bronzemedaille im Doppel mit Christiane Praedel bei den Deutschen Meisterschaften 1992. Im Halbfinale verloren sie gegen Kinga Lohr/Olga Nemes.
2004 heiratete Ilka Uhrlandt und trat danach unter ihrem Ehenamen Herberz auf.